# Lily Parr
Lilian Parr (St. Helens, 26 april 1905 - Goosnargh, 22 mei 1978) was een Engels voetballer die voetbalde voor Dick, Kerr Ladies.

## Biografie
Lilian Parr werd als vierde van zeven kinderen geboren in St. Helens. In haar jeugd speelde ze voetbal, rugby en cricket samen met haar broers en uiteindelijk zou ze gaan voetballen voor St. Helens Ladies. In 1919 speelde St. Helens Ladies tegen Dick, Kerr Ladies en verloren ze met 6-1 van het team uit Preston. Tijdens de wedstrijd waren zowel Parr als haar teamgenoot Alice Woods opgevallen en kregen ze een plek in het team aangeboden en een baan in de fabriek waar het team aan verbonden was.
In haar eerste seizoen scoorde Parr 43 doelpunten nog voor haar zestiende verjaardag. Op 26 december 1920 speelde ze op Goodison Park met een publiek van 53.000 mensen tegen haar voormalige team waar ze met 4-0 van wonnen. Het team waar ze voor speelde vertegenwoordigde ook tweemaal Engeland in wedstrijden tegen Wales en Schotland, waarvan ze beide wonnen.
In 1921 bepaalde de FA dat vrouwenteams niet meer in de grote stadions mochten spelen en hierdoor vonden de wedstrijden van het vrouwenvoetbal voortaan op kleinere veldjes plaats. Het jaar daarop had het team met Parr wel een tour door de Verenigde Staten waar ze tegen verschillende mannenteams speelde. In 1926 werd het team hernoemd naar de Preston Ladies en tegen de tijd dat Parr in 1946 aanvoerder van het team werd zou ze 967 goals hebben gemaakt. In de tussentijd werkte ze als verpleegster. In april 1950 speelde ze haar allerlaatste wedstrijd.
In 1978 overleed ze op 73-jarige leeftijd aan kanker.

## Nalatenschap
Lily Parr was de allereerste vrouw in de English Football Hall of Fame en verkreeg ze in 2019 een standbeeld in het National Football Museum in Manchester. Doordat ze tijdens haar leven openlijk samenleefde met haar vriendin Mary zou ze na haar dood ook uitgroeien tot een icoon van de lgbt-gemeenschap.
Van 2007 tot 2009 werd de "Lily Parr Exhibition Trophy" georganiseerd tussen lgbt-voetbalteams uit Engeland, Frankrijk en de Verenigde Staten. Later werd ook de dames afdeling van Pilkington FC, de "Pilkington Lilies" naar haar vernoemd.